# Spuren des Bösen: Racheengel
Racheengel ist ein deutsch-österreichischer Fernsehfilm aus dem Jahr 2012 und die zweite Folge der Krimireihe Spuren des Bösen mit Heino Ferch in der Hauptrolle.
Regie führte Andreas Prochaska. Das Drehbuch schrieb Martin Ambrosch.

## Handlung
Als er zufällig selbst in eine Geiselnahme gerät, versucht der Polizeipsychologe Dr. Richard Brock, zwischen dem aus Verzweiflung zum Geiselnehmer gewordenen Sebastian Ulmer und der Polizei zu vermitteln. Brock gelingt es, den extrem nervösen Ulmer zu beruhigen und sein Vertrauen zu gewinnen. Zu weiteren Verhandlungen kommt es jedoch nicht, denn Ulmer übergibt Brock eine Kette mit einem kleinen Kreuz als Anhänger und erschießt sich selbst vor Brocks Augen. Die leitenden Polizisten werfen Brock vor, sich in ihre Arbeit eingemischt zu haben. Ulmer sei ein Pädophiler gewesen, bei dem kinderpornographisches Material gefunden worden war. Bei der versuchten Festnahme hatte Ulmer dann einen Polizisten niedergeschossen, war geflohen und hatte in seiner Verzweiflung Geiseln genommen. Für die Polizei ist alles geklärt und es gibt für sie keine offenen Fragen. Doch Brock scheint diese Erklärung zu einfach – er will der Ursache des Dramas auf die Spur kommen. Kommissar Gerhard Mesek, der Brocks Zweifel bemerkt, überlässt ihm polizeiliche Unterlagen zur Einsicht, was den Psychologen aber nicht überzeugt. Er beauftragt seine Tochter, die Polizistin ist, für ihn Details der Ermittlungen bei der Polizei in Erfahrung zu bringen. Anhand dieser Recherche sind die Vorwürfe der Kinderpornografie nicht haltbar. 
Brock trifft die Schwester Ulmers und seine Eltern sowie einen Generalvikar, dem er, wie ihn Ulmer gebeten hatte, die Kette gibt. Der Vikar gibt sich zunächst abweisend, sucht Brock dann aber am Abend freiwillig auf. Er berichtet, dass Ulmer Schreckliches erlebt habe – Genaueres könne er nicht sagen, weil es dem Beichtgeheimnis unterliege. Aber er hoffe, dass die Wahrheit des ganzen Dramas nun ans Licht komme und die Verantwortlichen zur Rechenschaft gezogen würden. Man habe ihn mundtot gemacht und bis zum Äußersten getrieben. Er deutet an, dass Sebastian seine Familie gemieden habe „wie die Pest“. Noch in der Nacht wird der Vikar von Ulmers Mutter erschossen. Eva Ulmer lässt sich ohne Gegenwehr festnehmen und erklärt im Verhör, dass der Vikar ihren Sohn missbraucht habe. Nur so ließe sich der Selbstmordversuch erklären, den Sebastian im Alter von 9 Jahren unternommen hatte. Von dem Zeitpunkt an, als der Vikar in das Leben ihres Sohnes getreten sei, habe er sich verändert und sich von der Familie abgeschottet.
Brock obliegt die Aufgabe zu prüfen, welche der beiden Parteien die Wahrheit sagt. Im Gespräch mit Ulmers Vater stellt er sehr schnell Auffälligkeiten fest. Seltsam ist auch das Benehmen von Ulmers Schwester, die Brock einfach ungefragt in seiner Wohnung besucht und mit ihm zu flirten scheint. Er geht zum Schein darauf ein, um herauszufinden, wie im Haus Ulmer mit dem Thema Sexualität umgegangen wird. Nach einem kurzen Anruf bricht Maria Ulmer fast überstürzt auf und Brock beobachtet aus seinem Fenster, wie sie von ihrem Vater im Auto abgeholt wird. Damit ist für Brock alles klar. Während die Polizei per Internetrecherche die Beweise sichert, wie man Sebastian Ulmer unglaubwürdig machen wollte, damit er niemanden beschuldigen kann, spricht Brock mit dessen Mutter. Er sagt ihr auf den Kopf zu, er soll ihr von Sebastian ausrichten: „Er hätte es für sie getan. Aus Liebe.“ „Er hätte ihretwegen geschwiegen, damit sie nicht leiden müsse.“ Er sei ihretwegen „fortgegangen, um nicht reden zu müssen.“ Brock beweist Ulmers Mutter, dass ihr Sohn keinen Selbstmord begangen hatte, sondern man damals versucht hatte, ihn umzubringen. Das erhoffte Geständnis von Eva Ulmer erhält er zwar nicht, aber mit diesem Ansatz hat die Polizei die Möglichkeit, konkret gegen die Ulmers vorzugehen, da Mord nie verjährt. Brock konfrontiert Karl Ulmer und dessen Tochter mit seinen Indizien. So bringt er Maria Ulmer dazu, über die alten Vorfälle zu sprechen: sie habe ihren Bruder unter Wasser gedrückt, weil er mit den Beschuldigungen gegen ihren geliebten Vater begonnen habe. Dabei sei er am Ende fast ertrunken. Brock kann sich mit eigenen Augen überzeugen, dass zwischen Ulmer und seiner Tochter mehr besteht, als die normale Liebe zwischen Vater und Tochter.
Durch die Aufmunterung des Vikars hatte Sebastian nach Jahren den Mut gefunden, seinen Vater anzeigen zu wollen, woraufhin seine Schwester ihn auf perfide Art zum Schweigen gebracht hat. Selbst ihre Mutter konnte sie so manipulieren, dass sie den Vikar für schuldig am Tod ihres Bruders hielt.

## Hintergrund
Die Dreharbeiten von Racheengel erfolgten vom 17. November bis zum 20. Dezember 2011 in Wien und Umgebung. Die deutsche Fernsehpremiere erfolgte am 30. November 2012 bei arte.

## Kritiken
Rainer Tittelbach von Tittelbach.tv schrieb: „Racheengel ist die zweite Episode der losen Psychokrimi-Reihe Spuren des Bösen. Regisseur Prochaska, Autor Ambrosch und Hauptdarsteller Heino Ferch gehen konsequent den Weg der Reduktion weiter. Es ist ein ungemein intensiver, angenehm unblutiger Film. Freudsche Todessehnsucht belebt die durchweg spannenden Charaktere und liegt über den Bildern eines Wiens im exklusiven Dämmerzustand. Starke Ausstattung, meisterliche Kamera, knappe Dialoge und Szenen, deren Intimität beängstigend ist. Ein Film, der verführt.“
Die Kritiker der Fernsehzeitschrift TV Spielfilm vergaben die Beste Wertung (Daumen nach oben). Sie fanden, „der zweite Film um den Verhör- und Seelenspezialisten startet rasant, bevor er sich ebenso packend und intensiv auf den harten Knochen Brock und die Tragödie konzentriert“. Das Urteil lautete: „Puristisch in Stil, Spiel und Kamera. Das packt!“